# 4308 Magarach
4308 Magarach este un asteroid din centura principală, descoperit pe 9 august 1978 de Nikolai Cernîh.